# Cui Bai

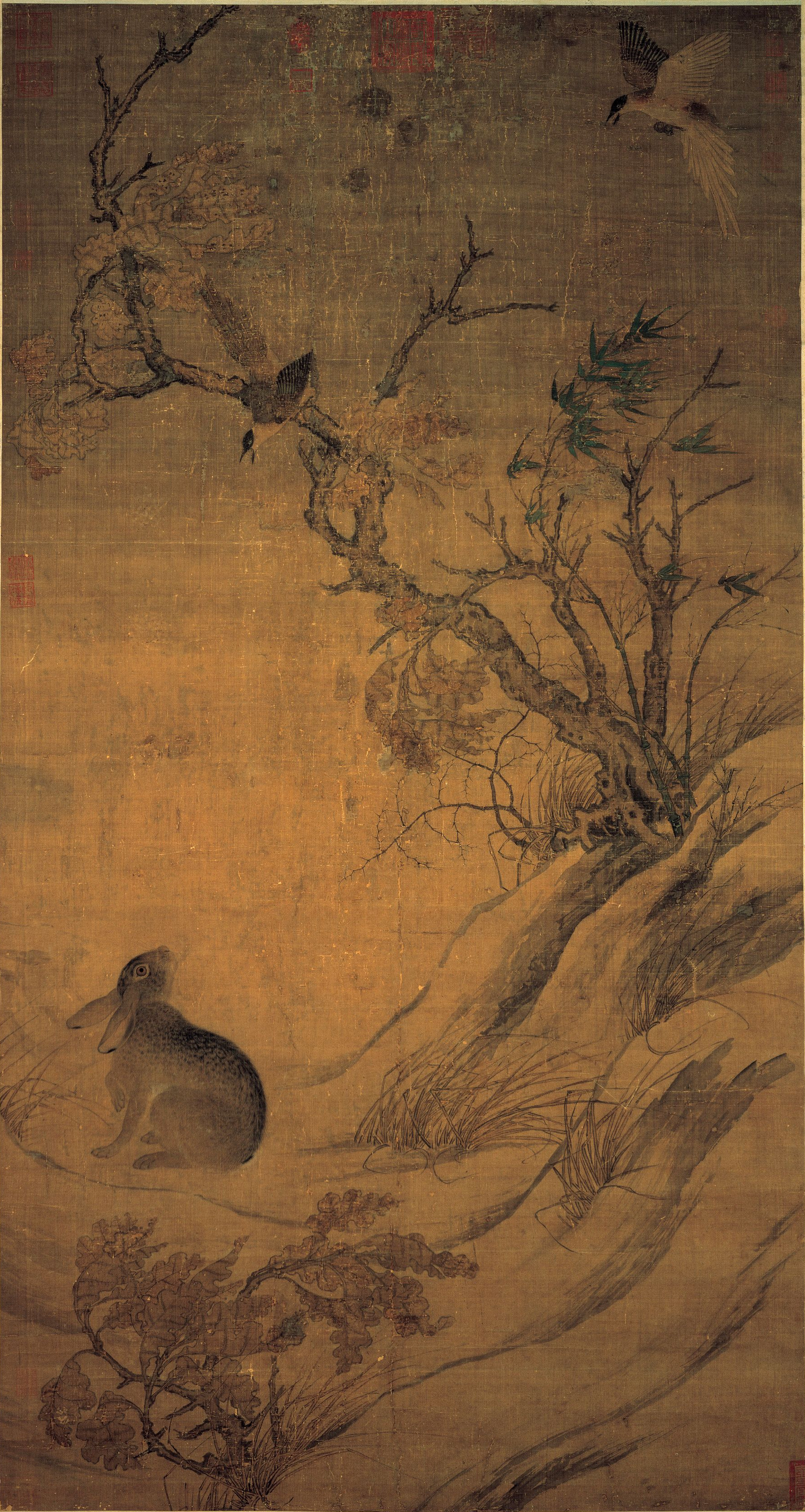
Cuī Bái: Hase und zwei Elstern, 1061

Cuī Bái (chinesisch 崔白; auch Cuī Bó; Wade-Giles: Ts’ui Po) war ein Maler der nördlichen Song-Dynastie (10.–12. Jahrhundert).

## Leben
Über sein Leben ist relativ wenig bekannt. In Fengyang (Provinz Anhui) geboren, holte ihn Kaiser Song Shenzong Mitte des 11. Jahrhunderts an den Hof nach Kaifeng. Dort betätigte sich Cuī vorwiegend als Tier- und Pflanzenmaler. Er wird allgemein als genialer, aber exzentrischer und im Alltagsleben unbeholfener Mensch beschrieben. Seine Zeitgenossen beeindruckte er dadurch, dass er seine Schöpfungen ohne jede Vorstudie unmittelbar mit dem Pinsel auf Seide zu malen pflegte und selbst lange Geraden ohne Lineal zu ziehen vermochte.

## Hase und Elstern
Cuīs Ruhm gründet sich auf nur ein einziges erhaltenes, ihm mit Sicherheit zuzuschreibendes Bild: Hase und zwei Elstern von 1061. Es zeigt zwei Vögel in winterlich-karger Landschaft, die auf einen erstaunten, vielleicht beim Putzen gestörten Hasen einschwätzen und ihn möglicherweise verspotten. Die Tiere sind mit einer seltenen anatomischen Präzision wiedergegeben. Auch der virtuose Einsatz verschiedener Maltechniken wird allgemein bewundert: Trockene, raue Tuschestreifen geben dem Baum seine herbe Knorrigkeit, breite nasse formen dagegen die Erde. Selbst die winterliche Stimmung des Himmels beruht auf der gekonnten Platzierung zartmatter Tuscheflächen.
Die Spannung zwischen den Akteuren, dem Vogelpaar und dem Hasen, führt zu einer für die chinesische Malerei ungewöhnlichen Lebendigkeit und Dynamik, die durch die diagonale Bildaufteilung noch unterstrichen wird. Die Gelassenheit des Hasen wird von manchen Interpreten als Allegorie auf den Menschen oder auch den Staat gewertet, der einen Zustand des Friedens jenseits der Anfechtung der Welt gefunden hat. Hierfür spricht auch das im Titel des Werks enthaltene Wortspiel. Das Zeichen für „Elster“ wird phonetisch gleich mit einem Schriftzeichen ausgesprochen, das „Glück“ bedeutet. Der Titel kann also auch als „Der Hase und das doppelte Glück“ gelesen werden.
Das Bild gilt als exemplarischer Ausdruck des Naturgefühls der nördlichen Song-Meister und wird zu den größten Werken der chinesischen Malerei gerechnet.